# Lophoptera
Lophoptera är ett släkte av fjärilar. Lophoptera ingår i familjen nattflyn.

## Bildgalleri

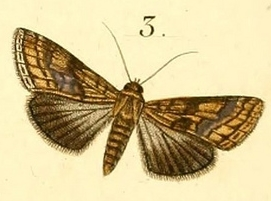
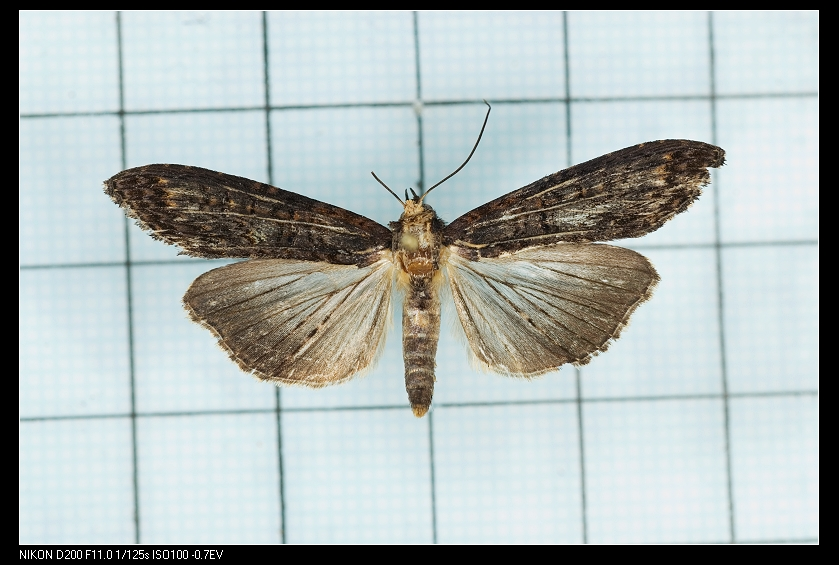
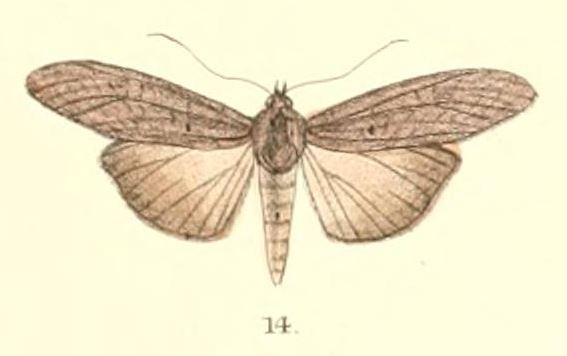
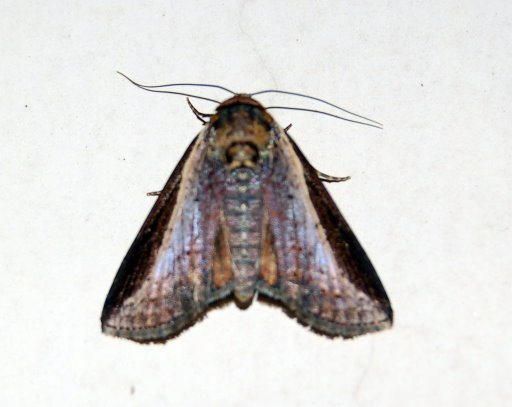

## Dottertaxa tillLophoptera, i alfabetisk ordning[1]
- Lophoptera abbreviata
- Lophoptera abortiva
- Lophoptera acuda
- Lophoptera aequilinea
- Lophoptera albigrisea
- Lophoptera albilinea
- Lophoptera albistellata
- Lophoptera albopunctata
- Lophoptera aleuca
- Lophoptera alutacea
- Lophoptera anthyalus
- Lophoptera apicalis
- Lophoptera apirtha
- Lophoptera argenteocoerulea
- Lophoptera bigoti
- Lophoptera bimaculata
- Lophoptera brunneipennis
- Lophoptera brunneostriata
- Lophoptera buruana
- Lophoptera cerea
- Lophoptera chalybea
- Lophoptera chalybsa
- Lophoptera chlorograpta
- Lophoptera coangulata
- Lophoptera coerulescens
- Lophoptera conspicua
- Lophoptera costata
- Lophoptera cristigera
- Lophoptera delogramma
- Lophoptera denticulata
- Lophoptera dorsimacula
- Lophoptera exalbata
- Lophoptera ferrinalis
- Lophoptera ferruginea
- Lophoptera flavina
- Lophoptera fuscosuffusa
- Lophoptera glaucobasis
- Lophoptera hampsoni
- Lophoptera hemithyris
- Lophoptera huma
- Lophoptera hyalophaea
- Lophoptera hypenistis
- Lophoptera illucida
- Lophoptera illucidana
- Lophoptera illucidella
- Lophoptera illucidoides
- Lophoptera intermixta
- Lophoptera khasiana
- Lophoptera leucostriga
- Lophoptera litigiosa
- Lophoptera lucida
- Lophoptera luctuosa
- Lophoptera malayica
- Lophoptera meeki
- Lophoptera metaphaea
- Lophoptera methyalea
- Lophoptera negretina
- Lophoptera nigriplaga
- Lophoptera nigrosuffusa
- Lophoptera obliquilinea
- Lophoptera obscurata
- Lophoptera pallibasis
- Lophoptera pallidifusa
- Lophoptera paranthyala
- Lophoptera phaeobasis
- Lophoptera phaeoxista
- Lophoptera plumbeifascia
- Lophoptera plumbeola
- Lophoptera polygrapha
- Lophoptera pustulifera
- Lophoptera quadrinotata
- Lophoptera rubicunda
- Lophoptera rufa
- Lophoptera saturatior
- Lophoptera semirufa
- Lophoptera seydeli
- Lophoptera sordida
- Lophoptera squamigera
- Lophoptera squamulosa
- Lophoptera stipata
- Lophoptera strigilota
- Lophoptera togata
- Lophoptera torrens
- Lophoptera transiens
- Lophoptera triangulata
- Lophoptera tripartita
- Lophoptera viridistriga
- Lophoptera vittigera
- Lophoptera xista